# 阿纳托利·赫鲁廖夫
阿纳托利·尼古拉耶维奇·赫鲁廖夫（俄语：Анатолий Николаевич Хрулёв，1955年6月3日—），俄羅斯陸軍中將。
1976年畢業於塔什干高級坦克指揮學校。1989年畢業於馬利諾夫斯基裝甲部隊軍事學院。2003年畢業於俄羅斯總參謀部軍事學院。2003年至2006年期間，任北高加索軍區副司令。
2006年4月4日，轉任第58集团军司令。2008年，以該集團軍司令的身份參加俄罗斯－格鲁吉亚战争。8月9日，俄羅斯聯邦武裝力量總參謀部副總參謀長阿纳托利·诺戈维岑宣佈，以赫鲁廖夫為首的陸軍縱隊遭到喬治亞方面的砲火襲擊，將軍本人受傷。根據《共青团真理报》的隨軍記者證實，赫鲁廖夫所率的俄軍在南奥塞梯茨欣瓦利市區遭到格魯吉亞特種作戰部隊伏擊突襲。赫鲁廖夫本人受重傷，後被送往弗拉季高加索的一家軍事醫院進行手術。
2010年5月4日，因年齡原因轉為預備役。2015年5月18日，他被任命為阿布哈茲共和國武裝部隊總參謀長兼阿布哈茲共和國國防部第一副部長。2018年8月3日卸任。